# Atharwan
Atharwan (sanskr. अथर्वन्, trl. atharvan, ang. Atharvan) -  w mitologii indyjskiej kapłan ognia, zaklinacz, mityczny autor Atharwawedy.
Występuje jako najstarszy syn Brahmy, który obdarował go boską wiedzą. Przyjaciel bogów, posłużywszy się dwoma kawałkami drewna zrodził ogień, ojciec Dadhjańća, ogólnie protoplasta rodu Atharwanów, półboskiej rodziny mitycznych kapłanów.
Jako rzeczownik "ātharvan" oznacza kapłana.